# Torre Alfina
Torre Alfina es un estratovolcán de la provincia volcánica Romana, en Italia; no muy lejos de Bolsena. Sus coordenadas son: 42.754423° 11.945125°